# Železniční trať Kunčice nad Labem – Vrchlabí
Železniční trať Kunčice nad Labem – Vrchlabí (v jízdním řádu pro cestující označená číslem 044) je jednokolejná regionální trať. Od roku 2022 zde jezdí motorová jednotka řady 814.[zdroj?]

## Historie
Dráha byla postavena zároveň s tratí Ostroměř – Kunčice nad Labem (dnes část trati 040) v letech 1868 až 1871.
Dráhu vlastnila a provozovala společnost ’’’Rakouská severozápadní dráha’’’ od 1. června 1871 až do svého zestátnění 1. 1. 1908.
V roce 1900 byly podle tehdejšího jízdního řádu v provozu tyto stanice: Kunčice n/L, Vrchlabí.

## Provoz na trati
| období jízdního řádu                                                                 | číslo tratě a úsek                               | počet vlaků |
| ------------------------------------------------------------------------------------ | ------------------------------------------------ | ----------- |
| 1900                                                                                 | 59 Kunčice – Vrchlabí                            | 8 Os        |
| 1921 léto                                                                            | 154 Kunčice – Vrchlabí                           | 10 Sm       |
| 1928/29 zima                                                                         | 164 Kunčice nad Labem – Vrchlabí                 | 11 N        |
| 1937/38 zima                                                                         | 136 Kunčice nad Labem – Vrchlabí                 | 9 Os        |
| 1944/45                                                                              | 155f Ruhbank – Landeshut – Trautenau – Hohenelbe | 12 Os       |
| 1945/46                                                                              | 4g Kunčice nad Labem – Vrchlabí                  | 11 Os       |
| 1959/60                                                                              | 4e Kunčice nad Labem – Vrchlabí                  | 14 Os       |
| 1988/89                                                                              | 044 Kunčice nad Labem – Vrchlabí                 | 9 Os        |
| 2002/03                                                                              | 044 Kunčice nad Labem – Vrchlabí                 | 20 Os       |
| 2012/13                                                                              | 044 Kunčice nad Labem – Vrchlabí                 | 26 Os       |
| Vysvětlivky: Sm – smíšený vlak, N – nákladní vlak s přepravou osob, Os – osobní vlak |                                                  |             |

## Navazující tratě

### Kunčice nad Labem
- Trať 040 Chlumec nad Cidlinou – Ostroměř – Stará Paka – Martinice v Krkonoších – Kunčice nad Labem – Trutnov hl. n.

## Stanice a zastávky

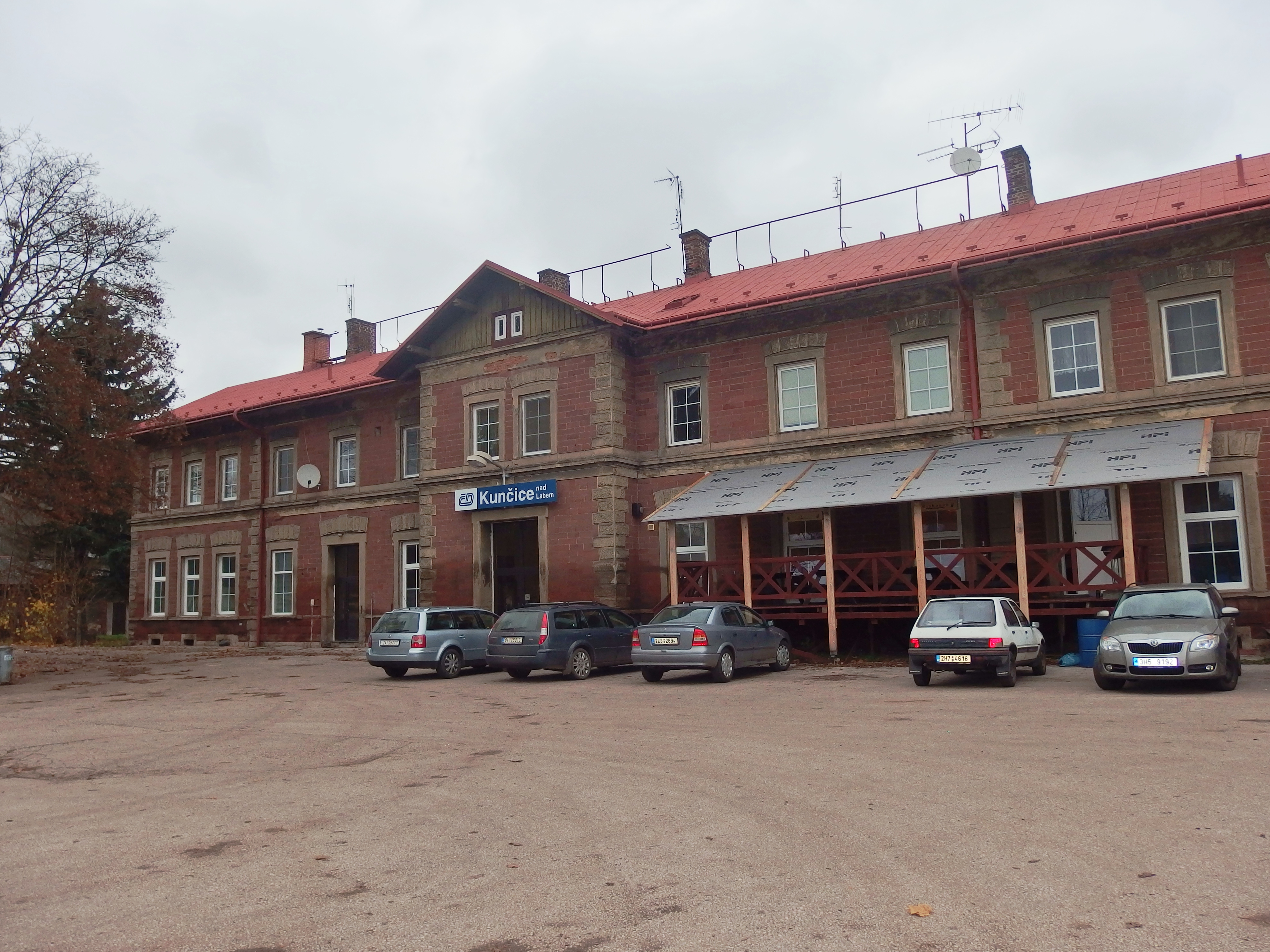
Kunčice nad Labem
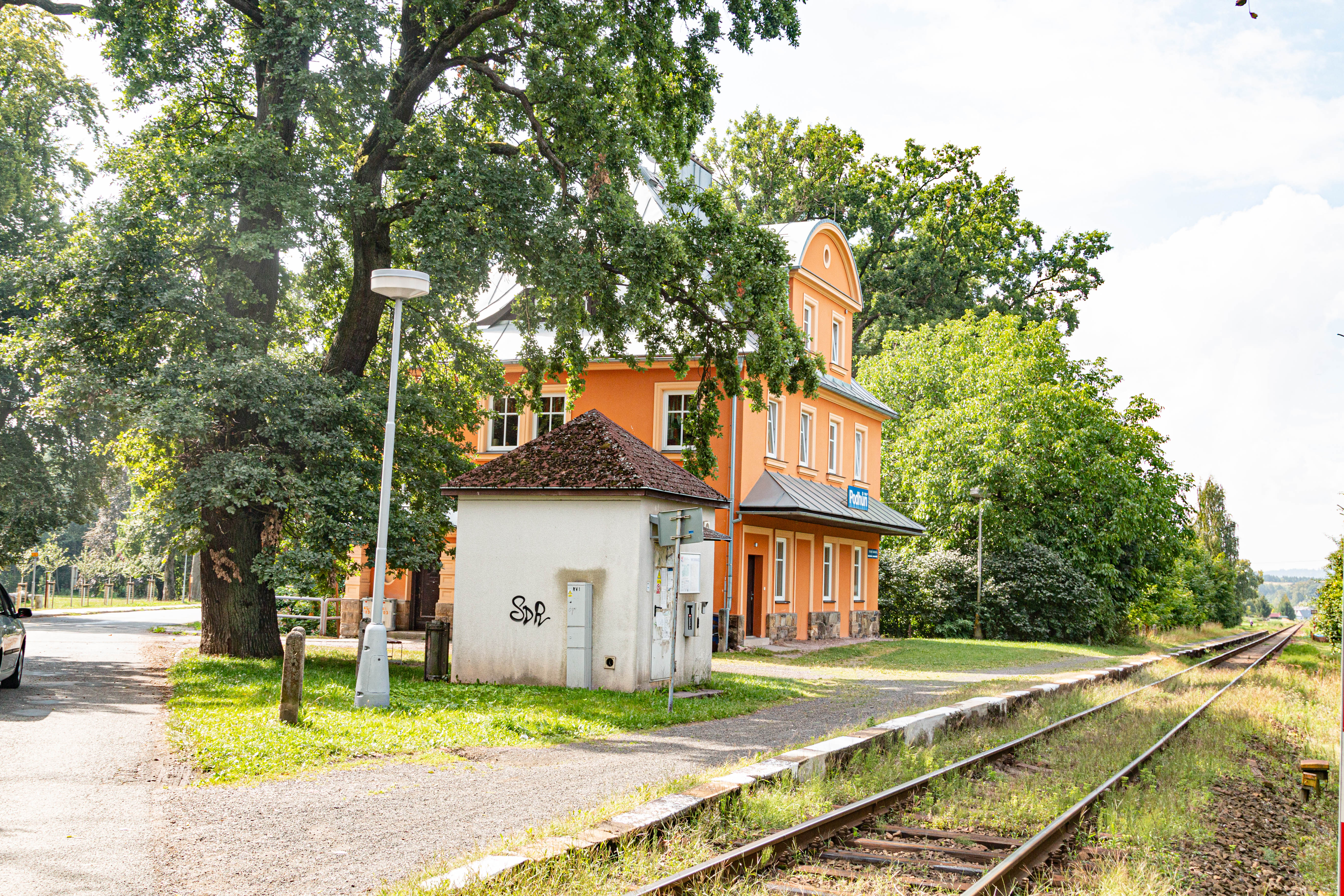
Podhůří
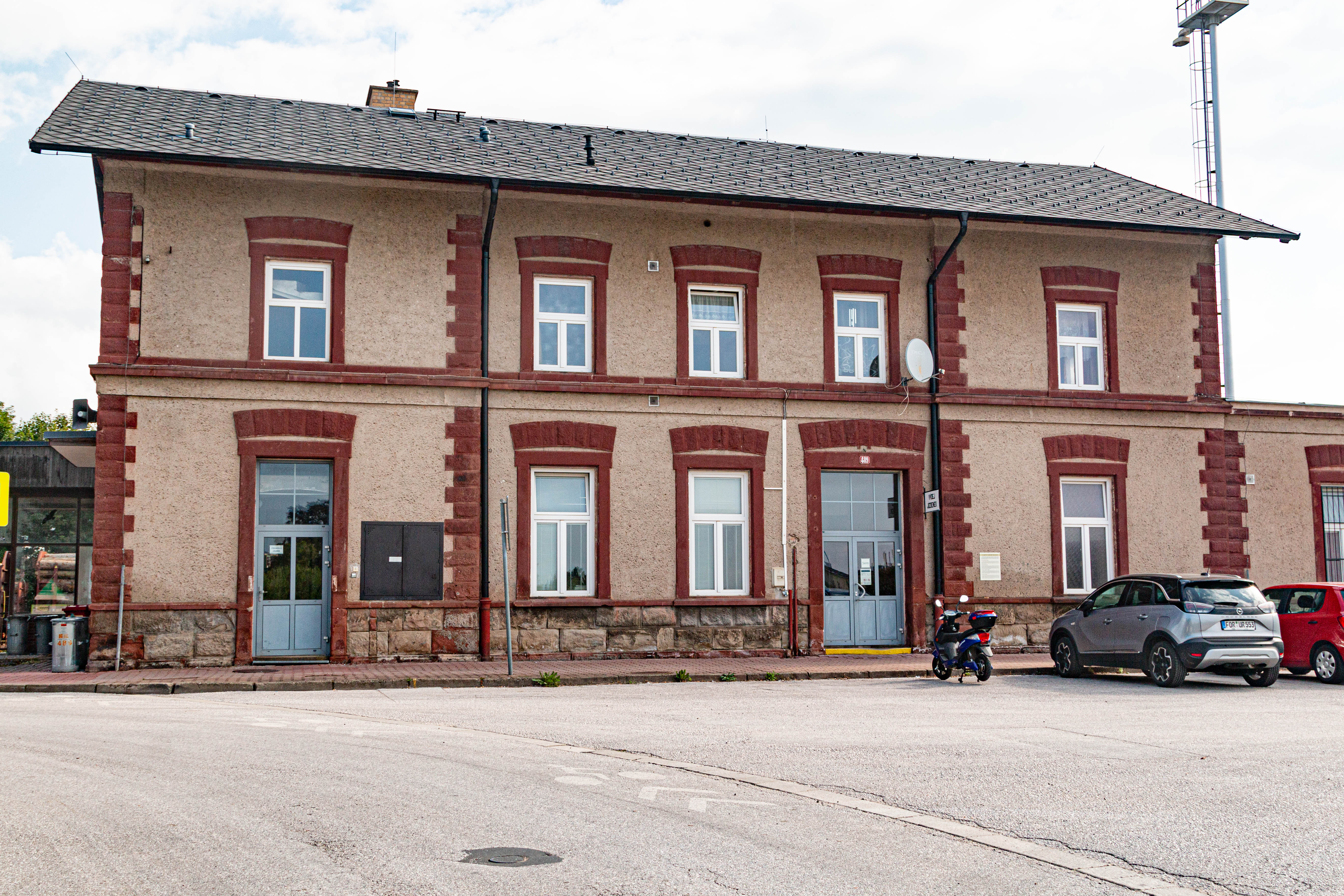
Vrchlabí